# Quận Grant, Oregon
Quận Grant là một quận nằm trong tiểu bang Oregon. Năm 2000, dân số là 7.935. Tên của nó được đặt theo tên của Ulysses S. Grant là một sĩ quan quân đội từng phục vụ tại Lãnh thổ Oregon, và vào lúc thành lập quận là một vị tướng Quân đội Liên bang trong Nội chiến Hoa Kỳ. Quận lỵ của quận là Canyon City.

## Địa lý
Theo Cục Điều tra Dân số Hoa Kỳ, quận có tổng diện tích là 11.731 km² (4.529 mi²). Trong đó có 11.729 km² (4.529 mi²) là đất và 2 km² (1 mi²) hay 0,02% là nước. Grant có ranh giới chung với nhiều quận (8 quận) hơn bất cứ quận nào ở Oregon.
Khoảng 63% đất của quận do chính phủ Liên bang điều hành, đa số do Lâm vụ Hoa Kỳ và Cục Quản lý Đất đai đảm trách. Quận Grant bao gồm phần lớn Rừng Quốc gia Malheur và các bộ phận của những rừng quốc gia như Wallowa-Whitman, Umatilla và Ochoco, và có hơn 150.000 mẫu Anh các khu hoang dã của liên bang ấn định.

### Các quận giáp ranh
- Quận Malheur, Oregon - (đông nam)
- Quận Harney, Oregon - (nam)
- Quận Crook, Oregon - (tây)
- Quận Wheeler, Oregon - (tây)
- Quận Morrow, Oregon - (bắc)
- Quận Umatilla, Oregon - (bắ)
- Quận Union, Oregon - (đông bắc)
- Quận Baker, Oregon - (đông)

## Lịch sử
Quận Grant được thành lập ngày 14 tháng 10 năm 1864 từ những phần lãnh thổ của các quận xưa như Wasco và Umatilla.  Trước khi nó được thành lập, các vụ án đã được đưa lên tòa án để xử tại The Dalles, quận lỵ của Quận Wasco khổng lồ. Khoảng cánh quá xa đến The Dalles đã khiến cho giới chức thi hành luật pháp gặp một vấn đề trở ngại và đặt một gánh nặng lên công dân khi họ cần phải giao dịch công việc tại tòa án. Năm 1889, hơn phân nửa phần phía nam của Quận County ban đầu được lấy để thành lập Quận Harney. Cũng trong năm 1899, một phần nhỏ của phía tây bắc Quận Grant bị lấy (cùng với những phần của hai quận Crook và Gilliam) để thành lập Quận Wheeler.
Sau khi vàng được tìm thấy vào năm 1862 trên Whiskey Flat, ước lượng có đến 1.000 người tìm vàng đóng trại dọc theo Rạch Canyon chỉ trong vòng có mười ngày. Việc gia tăng dân số đã tạo nhu cầu cần có một chính quyền quận.  Chính quyền Quận Grant hoạt động theo đúng những lời chỉ dẫn của Hiến pháp Oregon vào tháng 11 năm 1857.

## Các cộng đồng

### Các thành phố hợp nhất
- Canyon City
- Dayville
- Granite
- John Day
- Long Creek
- Monument
- Mount Vernon
- Prairie City
- Seneca

### Các cộng đồng chưa hợp nhấtvà nhữngnơi ấn định cho điều tra dân số
- Austin
- Austin Junction
- Bates
- Beech Creek
- Cabell City
- Courtrock
- Dale
- Fox
- Galena
- Hamilton
- Izee
- Kimberly
- Ritter
- Silvies
- Susanville